# Nun bitten wir den Heiligen Geist
Nun bitten wir den Heiligen Geist ist ein Kirchenlied. Die erste Strophe stammt aus dem 13. Jahrhundert. Martin Luther dichtete drei weitere Strophen, die 1524 erstmals erschienen. Das Lied hat im Evangelischen Gesangbuch die Nummer 124. Im katholischen Gotteslob wird dagegen als GL 348 die erste Strophe durch drei Strophen von Maria Luise Thurmair und eine von Michael Vehe (1537) fortgeführt. Das Lied inspirierte Vokal- und Orgelmusik von der Renaissance bis zur Moderne, unter anderem von Michael Praetorius, Dieterich Buxtehude, Johann Sebastian Bach und Ernst Pepping.

## Geschichte und Wortlaut

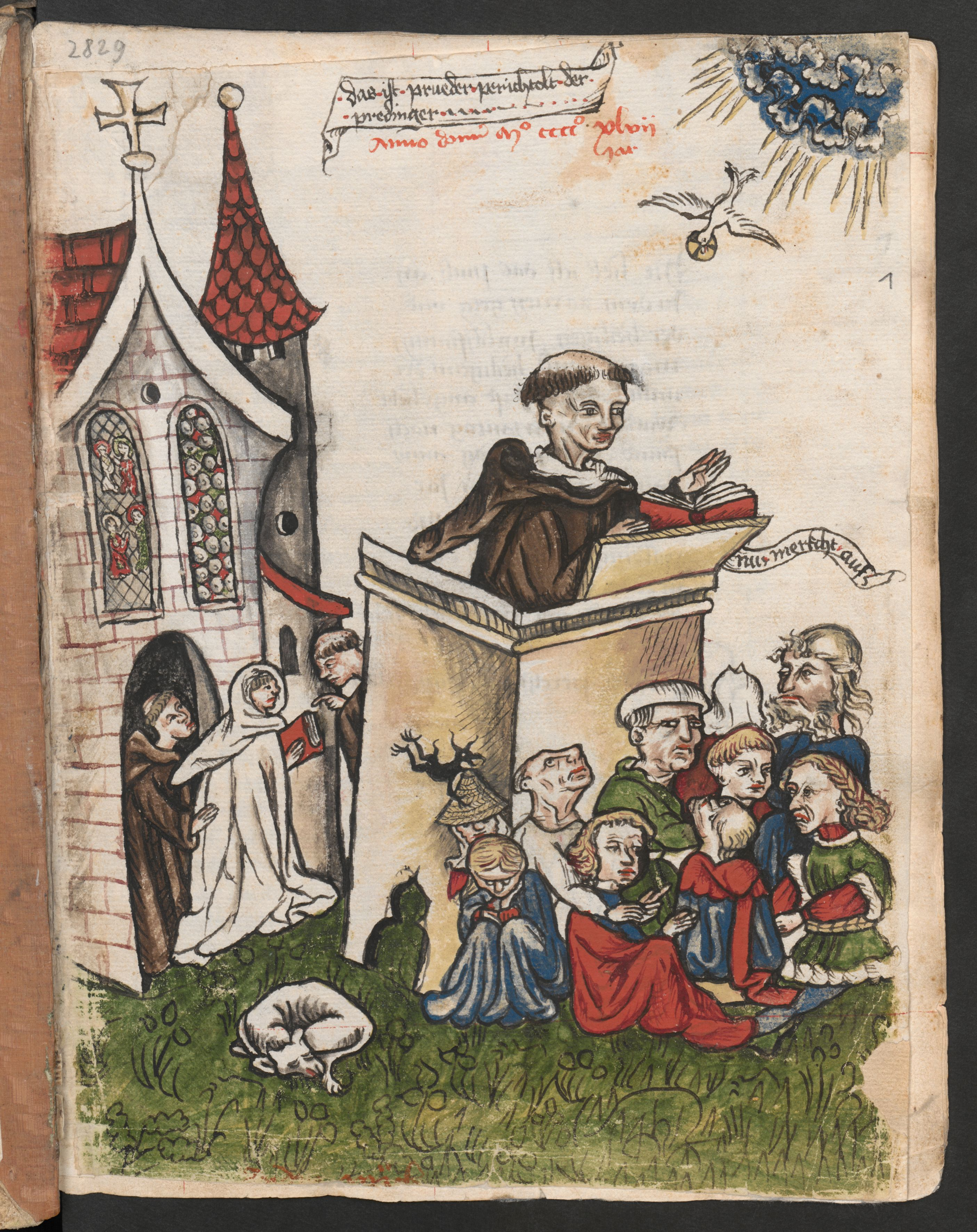
Berthold von Regensburg (Wiener Handschrift, 1447)

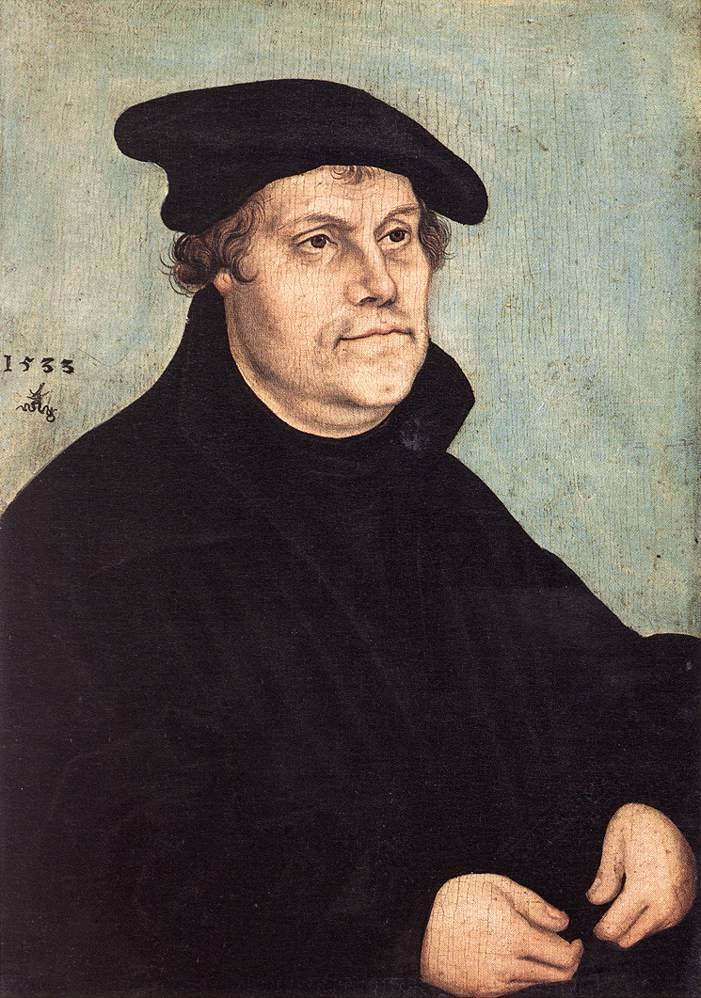
Martin Luther (Porträt von Lucas Cranach d. Ä., 1543)

Die erste Strophe findet sich im 13. Jahrhundert, der Franziskaner Berthold von Regensburg († 1272) zitierte es in einer Predigt.
Nû biten wir den heiligen geist

umbe den rechten glouben allermeist,

daz er uns behüete an unsrem ende,

sô wir heim suln varn ûz disem ellende.

Kyrieleis.
Es ist ein Gebet an den Heiligen Geist, das an die lateinische Sequenz Veni Sancte Spiritus erinnert. Das vordringliche Anliegen ist der rechte Glaube, der Ausgangspunkt ist die erwünschte Heimfahrt aus der Fremde des Lebens. In der Sprache der Zeit bedeutete „ellende“ Exil und wurde auf der zweiten Silbe betont, gereimt mit „Ende“.
Luther dichtete das Lied weiter in drei Strophen, die den Heiligen Geist ansprechen als „Du wertes Licht“, „Du süße Lieb“ und „Du höchster Tröster“. Das Lied ist eine Leise, jede Strophe wird durch Kyrieleis beendet. Die drei hinzugefügten Strophen können in Verbindung gebracht werden mit der Idee des Apostels Paulus von Glaube, Liebe, Hoffnung aus dem 1. Brief an die Korinther (1 Kor 13,13 ). Luthers Text erschien erstmals 1524 in Wittenberg in Eyn geystlich Gesangk Buchleyn.
In lutherischen Kirchen wurde das Lied vor allem zu Pfingsten gesungen. Durch seinen allgemeinen Inhalt eignet es sich für viele Anlässe, auch Beerdigungen. Es ist Bestandteil vieler Gesangbücher. Die älteste Übersetzung auf Dänisch erschien 1528. Eine von vielen englischen Übersetzungen ist „We now implore God the Holy Ghost“ in The Lutheran Hymnal, St. Louis, 1941. Im Gotteslob steht als GL 348, wie bereits im Gotteslob (1975) (Nr. 248) die erste Strophe, die durch drei Strophen von Maria Luise Thurmair und eine von Michael Vehe (1537) fortgeführt wird.

## Melodie und Musik
Die Melodie wurde aus der Melodie der Sequenz abgeleitet und erschien zuerst um 1420 in der südböhmischen Ortschaft Jistebnitz. Sie ist pentatonisch, mit Ausnahme der Schlusswendung. Luthers Fassung erschien 1524 in Wittenberg, fünfstimmig gesetzt von Johann Walter, der mit Luther zusammenarbeitete. Michael Praetorius komponierte sieben A-cappella-Sätze, von zwei- bis sechsstimmig. Die Melodie wurde von Martin Zeuner, Paul Luetkeman und Johannes Eccard fünfstimmig gesetzt.
Dieterich Buxtehude schrieb zwei Orgelvorspiele, BuxWV 208 and BuxWV 209. Johann Sebastian Bach benutzte die dritte Strophe in seiner Kantate Gott soll allein mein Herze haben. Weitere Orgelvorspiele wurden komponiert von Georg Böhm, Helmut Eder, Paul Hamburger, Arnold Mendelssohn, Johann Christoph Oley, Ernst Pepping, Heinrich Scheidemann, Johann Gottfried Vierling, Helmut Walcha, Johann Gottfried Walther und anderen.
Johann Nepomuk David schrieb 1936 eine Choralmottete für vierstimmigen Chor a cappella Nun bitten wir den heiligen Geist. Das Lied ist der erste Satz von Ernst Peppings Deutscher Choralmesse für sechs Stimmen a cappella (SSATBB).
Herbert Blendinger komponierte 1984 für Violoncello und Orgel Meditation über den Choral „Nun bitten wir den heiligen Geist“ Op. 36. Jacques Wildberger schrieb Diaphanie: per viola sola: fantasia su per “Veni creator spiritus” et canones diversi super “Nun bitten wir den heiligen Geist”, veröffentlicht in Zürich 1989.
Text: 1. Strophe aus dem 13. Jh.; Melodie nach Vehe 1537 

## Übersetzungen
Ins Dänische übersetzt, „Nu bede vi den Helligaand …“ im dänischen Gesangbuch Rostock 1529 und übernommen in das dänische Gesangbuch von Ludwig Dietz, Salmebog, 1536, Nr. 39 und als liturgisches Lied zur Messe Nr. 11. Aufgenommen in das Kirchengesangbuch von Hans Tausen, En Ny Psalmebog, 1553, nach Luthers Text in drei Übersetzungen 1529, Gesangbuch Kingo 1699 und Gesangbuch Pontoppidan 1740. In den neueren dänischen Kirchengesangbüchern „Nu bede vi den Helligånd at sammenknytte os ved troens bånd …“ in Den Danske Salmebog, Kopenhagen 1953, Nr. 246, und gleichfalls in Den Danske Salmebog, Kopenhagen 2002, Nr. 289. Im Gesangbuch der dänischen Heimvolkshochschule Højskolesangbogen, 18. Ausgabe, Kopenhagen 2006, Nr. 300 (nach der Bearbeitung von Nikolai Frederik Severin Grundtvig, 1836).